# Sofi Oksanen
Sofi-Elina Oksanen (Jyväskylä, 7 de enero de 1977) es una escritora finlandesa.

## Biografía
Nació en el centro de país. Su padre era un electricista y su madre una ingeniera estonia que llegó a Finlandia en los años 1970.
Oksanen estudió literatura en las universidades de Jyväskylä y Helsinki y más tarde arte dramático en el Teatro Academia de Helsinki. Oksanen es muy activa en debates y columnas de opinión y reconoce haber sufrido trastornos alimentarios.
Sofi llegó a ser muy conocida gracias a su primera novela Stalinin lehmät ("Las vacas de Stalin") (2003), que versa sobre trastornos alimentarios y las mujeres estonias inmigradas a Finlandia, y estuvo nominada para los Premios Runeberg.
Dos años más tarde, publicó Baby Jane (2005), una novela sobre desórdenes de ansiedad y violencia en las parejas de lesbianas. 
Su primera obra de teatro se estrenó en el Teatro Nacional de Finlandia en 2007, Puhdistus (Purga) que recibió Premio de Literatura del Consejo Nórdico.
En 2010 publicó Purga, novela premiada internacionalmente con el Premio de Literatura del Consejo Nórdico, el Premio Femina de literatura extranjera, el Mika Waltari, el Runeberg, el Premio Europeo a la mejor Novela del Año.  Escrita en un primer momento como una obra de teatro, Purga relata la historia de una Estonia en guerra por su independencia a través de dos mujeres, la joven Zara, que huye de un traficante de mujeres, y la anciana Aliide Truu, que malvive en su casa en una alejada zona rural, durante 1992.
En marzo de 2013 Sofi Oksanen fue galardonada con el Premio Nórdico de la Academia Sueca al conjunto de su obra, siendo la primera mujer finlandesa en obtenerlo.

### Novelas
- Stalinin lehmät, WSOY, 2003 (Las vacas de Stalin, 451 Editores, 2008)
- Baby Jane, WSOY, 2005
- Puhdistus, WSOY, 2008 (Purga, Salamandra, 2011)
- Kun kyyhkyset katosivat, Like, 2012 (Cuando las palomas cayeron del cielo, Salamandra, 2013)
- Norma (2015) (Norma, Salamandra, 2022)
- Koirapuisto (2019) (El parque de los perros, Salamandra, 2020)
- Samaan virtaan : Putinin sota naisia vastaan (2023) (Dos veces en el mismo río, Salamandra, 2024)

### Obras de teatro
- Puhdistus, 2006
- High Heels Society, 2008

## Premios
- Premio Finlandia 2008
- Premio Runeberg 2009
- Premio de Literatura del Consejo Nórdico 2010
- Premio Nórdico de la Academia Sueca 2013